# Cinema d'animació xinès
El cinema d'animació xinès (xinès simplificat: 国产动画片, pinyin: Guóchǎn Dònghuà Piàn, literalment 'animació nacional') o Donghua, és l'art de l'animació cinematogràfica produïda a la Xina, que es remunta a les primeres dècades del segle XX i combina la tradició occidental amb referents propis.

## Nom
No s'ha de confondre amb el Manhua, que és el còmic xinés, ni amb el Dongman, que engloba tant còmic com animació.
Al llarg de la història, s'han utilitzat diferents termes per a referir-se a l'animació xinesa.
Un dels més antics és Katong, adaptació fonètica de l'anglés Cartoon. El terme Katong es comença a utilitzar durant la dècada del 1920, originàriament referit tant a l'animació com a les vinyetes, tal com s'utilitza en anglés. A partir de la popularització del terme manhua referit al dibuix, la paraula Katong quedà reservada al cinema.
Amb la creació de la República Popular, s'atribueix a Te Wei l'encunyament de l'expressió Meishu Dianying (xinès simplificat: 美术电影, pinyin: Měishù Diànyǐng, literalment 'Pel·lícules de Belles Arts'), quedant Katong en segon pla. L'origen del terme segurament es trobe a la Dongbei Dianying Zhipianchang, quan el 1947, el director de l'estudi, Yuan Muzhi, l'utilitze en un article per a definir els set tipus de cinema que es podrien realitzar.
Per acabar, la paraula Donghua, influenciada pel japonés, també tindria les seues arrels a la Dongbei Dianying Zhipianchang. És tracta d'un terme anàleg al japonés Dōga, introduït al mandarí per Mochinaga Tadahito en la seua etapa a la Dongbei. Altres estudis apunten a que el terme hauria estat creat per Qian Jiajun mentre treballava a Chongqing durant la Segona Guerra Sinojaponesa.
Originàriament reservat a la Cel animation, des de la dècada del 1980, Donghua és el terme utilitzat majoritàriament per a referir-se a l'animació.

## Història

### Orígens
En el naixement del cinema d'animació xinès destaca el paper dels germans Wan (els bessons Laiming i Guchan, Chaochen i Dihuan), ja que si no es tracta dels únics pioners, sí que són considerades com les personalitats més influents del primer període. La primera pel·lícula d'animació seria un treball publicitari realitzat per Wan Laiming el 1922. Anomenada Shu Zhengdong Huawen Daziji, fou un encàrrec de l'empresa de Shanghai Commercial Press. El 1924, Huang Wennong publica el curtmetratge Gou Qingke. Aquell mateix any, Cy Young trauria un curt publicitari per a la Companyia tabaquera de Shanghai, anomenat Any Nou.
Alguns estudiosos consideren que la primera pel·lícula d'animació xinesa és la cinta de 1926 Danao Huashi, ja que les obres anteriors no es van fer amb el mètode d'animar frame a frame. Aquell mateix any, els germans Wan, ja reconeguts com a pioners del mitjà, passen a treballar a l'estudi Changcheng huapian gongsi, que tancaria el 1930. Passarien a Dazhonghua Baihe, on publiquen Zhiren Daoluan Ji el 1930, i Yifeng Shuxin Ji Huilai. El 1933, Wan Dihuan abandona l'animació per dedicar-se plenament a la fotografia. La resta dels germans continuaran treballant en el departament d'animació de la companyia Mingxing. Arran de l'incident de Shanghai del 1932, es produeix un gir patriòtic en la temàtica dels curtmetratges.
El 1935, realitzen el primer film sonor d'animació de la Xina, Luotuo Xianwu, alhora que es va produint un gir esquerrà en les seues obres, fet que culminaria amb la seua incorporació a un estudi controlat per una cèl·lula comunista clandestina, el Diantong Yingye Gongsi. El 1936 publiquen un article on mostren admiració per la tasca dels animadors nord-americans, alemanys i els de l'URSS, però reivindicant un humor i una personalitat típicament xinesos. Amb l'ocupació de Shanghai el 1937, els estudis de cinema fugen a Wuhan, i posteriorment a Chongqing, on els germans Wan farien curtmetratges propagandístics per a l'Exèrcit Nacional Revolucionari. Amb dificultats per a mantenir-se, tornen a Shanghai, on realitzarien Tie Shan Gongzhu, primer llargmetratge d'animació de l'Àsia, amb una història inspirada en un capítol de Viatge a l'Oest.
El fet que Tie Shan Gongzhu fóra un llargmetratge, provoca un moment de maduració en el mitjà, fins aleshores relegat a un farciment entre el noticiari i un llargmetratge d'imatge real. En l'estrena de la pel·lícula, el curt inicial va ser d'imatge real, capgirant els rols tradicionals del cinema fins aleshores. L'any 1941, quan la guerra empitjora s'incorporen al món de l'animació altres artistes joves com els de l'Associació de l'Animació Xinesa de Hong Kong.

### República Popular
Amb la derrota dels japonesos, el 1946, l'Estudi Dongbei crea el departament d'animació, i un any més tard Chen Bo'er arriba a Heilongjiang per a treballar com a directora d'art de l'estudi. Allà, i com a part de la sèrie documental Nordest democràtic, dirigiria El somni de l'emperador, la primera pel·lícula amb titelles de la història de la Xina. Chen va vore futur en el mitjà i va impulsar la creació d'un departament d'animació en l'estudi, amb Te Wei al capdavant. La primera pel·lícula d'animació de la Xina Comunista seria Weng Zhong Zhuo Bie, el 1948, de Fang Ming, treballador d'origen japonés provinent de la Manchuria Motion Picture Corporation.

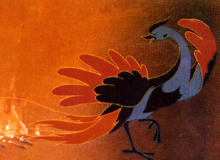
Wuya Wei Shenme Shi Heide fou la primera pel·lícula a color de Shanghai Meishu Dianying Zhipianchang.

El ministre de cultura de la República Popular de la Xina, Shen Yanbing, convençut de la funció educadora i ideològica per als infants dels dibuixos animats i residint els germans Wan fora del país, va haver de recórrer als qui van treballar als estudis hereus de l'antiga companyia de Jilin durant el govern titella de Manxúria. Es dissol la Dong Bei, i la secció d'animació es traslladaria a Shanghai, on a parer de Te Wei, hi havia millors condicions per a desenvolupar el cinema d'animació. Allà s'ajuntarien amb les restes de l'anterior indústria per a crear Shanghai Meishu Dianying Zhipianchang. El 1950, s'estableixen progressivament a Shanghai els germans Wan: Chaoche, Lai-ming i Guchan, que van utilitzar una filmadora nord-americana en els nous estudis. El 1953 esdevé l'estudi d'animació nacional de la República Popular, forçant a que els estudis més menuts desapareguen.
Es diu que el 1955 va ocórrer que la primera pel·lícula a color que produeixen, Wuya Wei Shenme Shi Heide, guanyà un premi al Festival de Venècia però és confosa amb una producció soviètica. Tot i que estudis posteriors no han pogut demostrar que allò ocorreguera realment, l'anècdota s'ha utilitzat per a explicar els canvis que vindrien a continuació. A partir d'aquell moment, es va decidir que l'animació xinesa hauria de reflectir les costums i l'estètica xineses. En la següent cinta, Jiao ao de jiang jun, els creadors es basarien en l'Òpera de Pequín, iniciant així un camí de trenta anys experimentant amb una estètica pròpia. Després vindria Zhu Baije Chi Xigua, experimentant amb paper tallat, tècnica tradicional xinesa. Mentrestant, les produccions anirien guanyant reconeixement i premis tant al país com a nivell internacional. A partir d'aquell moment, el vicepremier Chen Yi va encarregar a l'estudi realitzar un treball inspirant en l'estil de pintura amb pinzell de Qi Baishi. El resultat seria la primera producció d'animació amb tinta xinesa, Xiao kedou zhao mama, estrenada l'any 1960.
Tot i que ja havien produït algunes cintes que esdevindrien clàssics, no seria fins 1957 que l'estudi de Shanghai es funda oficialment, amb Te Wei com a director. La creació de l'estudi s'emmarca en la Campanya de les Cent Flors del 1956, on el govern comunista va animar el desenvolupament i innovació tant de la tecnologia com de l'art a la Xina.

### Edat daurada

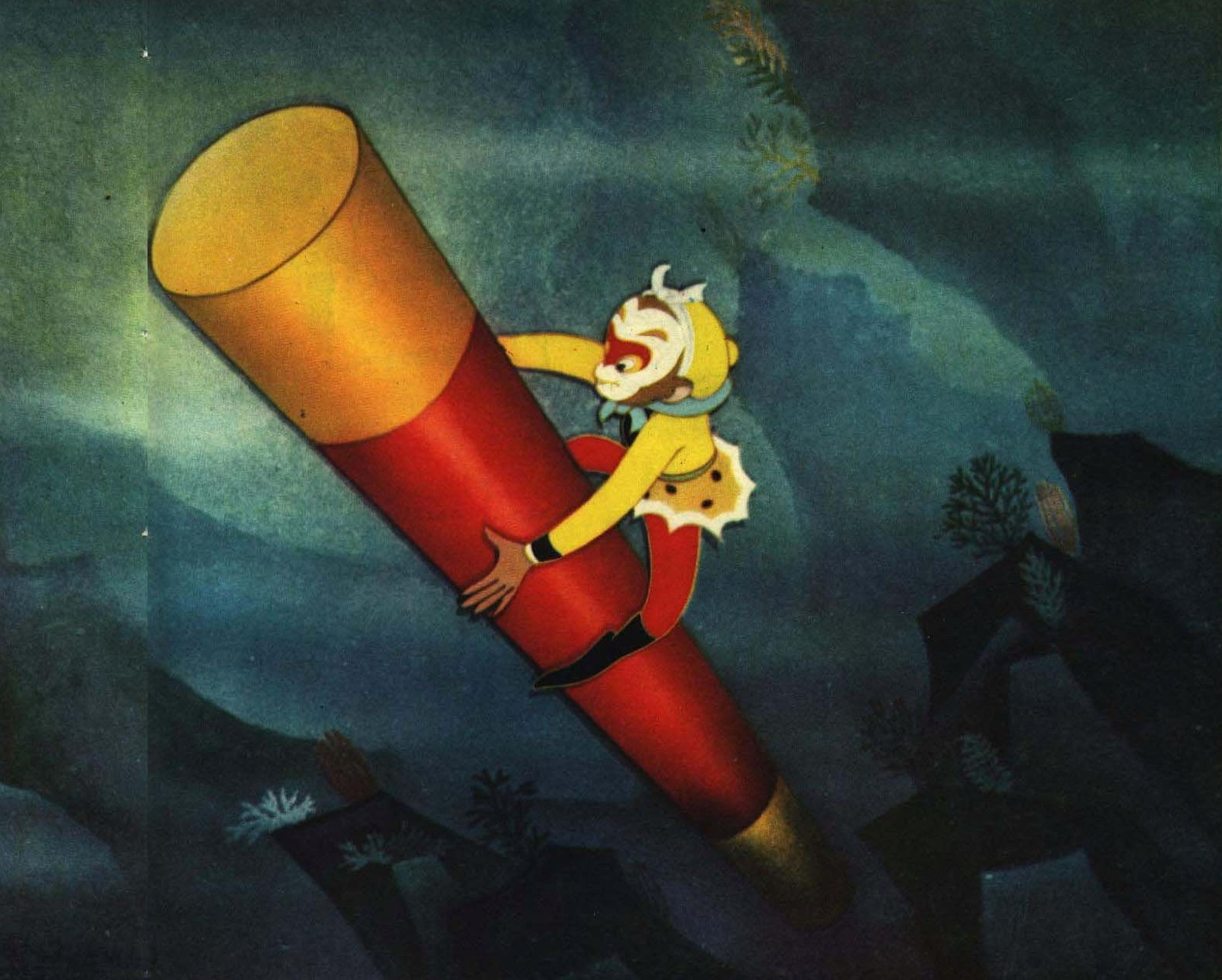
Rebombori al cel és la pel·lícula d'animació més destacada en la història de la Xina.

Després de l'èxit de Shen Bi i Jiao'ao de Jiangjun, l'estudi va rebre més suport per part del govern, que els animà a estudiar els mètodes occidentals però amb l'objectiu de desenvolupar un mètode específicament xinés. El període de 1957 a 1966 s'ha considerat com l'edat daurada de l'animació xinesa, sobretot a la creativitat i qualitat de les produccions de Shanghai.
Personalitats com Zhou Enlai donaven suport a la indústria, i fins i tot parlaven amb Te Wei sobre el futur del mitjà. Per norma general, el govern era molt laxe amb la indústria del cinema d'animació, la qual cosa els permetia gran llibertat creativa.
És en aquell moment quan es desenvolupa la creativitat de les produccions xineses. A l'èxit i reconeixement internacional de Xiao kedou zhao mama, se suma el llargmetratge en dos parts Rebombori al cel, inspirada en la llegenda del rei mico.
A partir de 1960 es comença a vore la influència del realisme socialista en alguna producció, com Caoyuan Yingxiong Xiao Jiemei. Tot i que ja hi havien crítiques per dretanització des del 1957, no seria fins 1964 que Te Wei i l'estudi d'animació foren assenyalats pel moviment antidretà. L'edat daurada acaba el 1965 amb l'esclat de la Revolució Cultural, quan els animadors comencen a ser perseguits per la Jove Guàrdia Roja.

### Revolució cultural

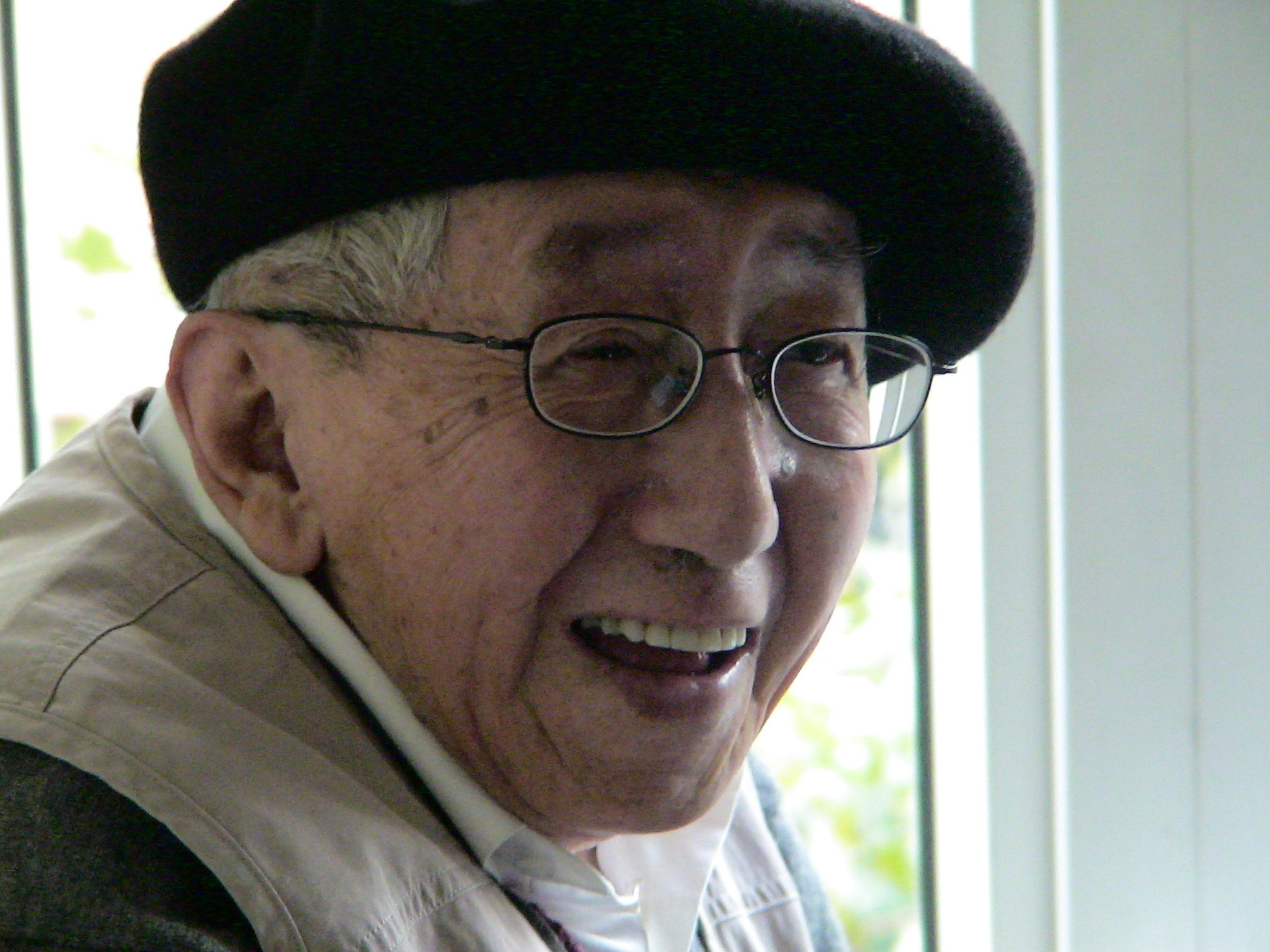
Te Wei és un dels referents del cinema d'animació.

El 1964 es prohibeix la pel·lícula Mu Di, criticada per fantasiosa i no representar la lluita de classes. L'animació anava a canviar sobre la base de les polítiques que Jiang Qing anava a posar en pràctica, centrant la producció al voltant de temàtica realista. El nou gir es va reforçar per l'èxit de Caoyuan Yingxiong Xiao Jiemei. Tot i ser estrictament anterior a la Revolució cultural, a la pel·lícula ja s'entreveu la ideologia que dominarà el període, no només per la temàtica, sinó pel fet que als crèdits d'inici aparega un retrat de Mao Zedong.
A partir d'aquell moment i fins al final de la Revolució Cultural, sols quatre pel·lícules serien produïdes. A més, entre 1967 i fins al 15 de juny de 1977 l'empresa seria coneguda com a estudi de la Guàrdia Roja. En aquell moment, Te Wei torna a treballar i l'equip de propaganda és expulsat.
A partir de 1973, els animadors poden tornar del camp, en un estudi encara controlat per la Guàrdia Roja, i on les primeres produccions del nou període encara estarien dedicades a Mao Zedong i a l'exèrcit. A partir de 1975 cau la pressió ideològica i creix la producció. Jinse de Dayan, estrenada poc abans de la mort de Mao Zedong, és la primera producció on, tot i ser de caràcter realista, s'introdueixen elements fantasiosos. A partir d'aquell moment comença una nova etapa, on es tractarien temàtiques com l'art de les cicatrius. Xu Jingda, de nom artístic A Da, que fou un dels primers en ser castigats per la Revolució Cultural, destacaria en la nova dècada. El 1979 s'estrena Nezha Nao Hai, que suposa l'inici d'una nova edat daurada, una tornada a la fantasia i una al·legoria de la Revolució Cultural, on la xicoteta heroïna lluita contra quatre dracs que representen la Banda dels quatre.

### Transició al mercat
Altres figures foren Hu Jinqin, Tang Cheng, una de les poques dones en aquest camp, Wang Shushen, Jin Shi, Zhou Keqin, Qian Yunda i Qian Jaxin. El veterà Te Wei va dirigir Shanshui jing el 1988. Apareixen nous estudis, com Beijing Science and Educational Film Studio, i es produeix la reapertura de la divisió d'animació a Changchun el 1984. Tot i això, de la desena llarga d'estudis actius en el període, els estudis de Shanghai van ser els únics que van tenir una producció mínimament continuada. A partir de la dècada del 1980, a la producció dels dos principals estudis, Shanghai i Changchun, no s'utilitza la tècnica tradicional de la tinta amb aigua, per tal de reduir costos.
Els efectes de la Revolució Cultural, més la mort o jubilació d'alguns dels pioners del cinema d'animació, unida a la particular situació econòmica de les empreses productores, especialment l'estudi de Shanghai, fan que es produïsca una estagnació o fins i tot regressió pel que fa a la qualitat de les produccions. Alhora, es produeix el que alguns estudiosos ha definit com una crisi d'identitat entre la línia tradicional inspirada en l'art nacional xinés, i la influència de l'animació estrangera, produïda amb més i millors mitjans que la de les empreses locals.
Durant els anys 80 i 90 es van produint una sèrie de factors que afectaran a la indústria. D'una banda, el fet que les televisions no havien de pagar drets per emetre productes estrangers permet l'entrada de competència de l'animació japonesa, i també americana, signant el govern xinés un acord amb Disney el 1986 per tal d'emetre productes de la companyia a la CCTV. La gran presència d'animació japonesa en la televisió de la Xina a partir de la dècada del 1990 també influí estèticament en els treballs posteriors. La influència japonesa i els fets de Tiananmen provocaren un major interés de les autoritats en els continguts audiovisuals. Allò afectà negativament als treballs artístics, però no va reduir la quantitat d'anime japonés emés per televisió, fins que a mitjans de la dècada dels 2000 es limita la quantitat de programes estrangers al 40% de la programació televisada. Abans, ja es comença a vore com estudis estrangers comencen a oferir salaris més competitius als artistes xinesos, factors que van provocar que els estudis locals, especialment el de Shanghai, tingueren dificultats econòmiques, que sovint salvaven fent encàrrecs per a l'estranger.
El 1995, des del govern s'impulsa un programa de publicació d'animació que es conegué com el projecte 5155. El programa, amb l'objectiu de revitalitzar i adaptar al mercat la indústria del dongman, va comportar la creació de publicacions dedicades al manhua, entre d'altres iniciatives que tenien per objectiu crear un mercat per a animació televisiva i reconstruir la indústria de l'animació dirigida a infants. Es considera que el projecte 5155 marca l'inici de la industrialització de l'animació i el rejoveniment del manhua. També en aquells anys, es confisquen uns 40 milions de còpies pirata de sèries animades, suposant que unes 300 sèries poc sanes deixen de publicar-se. A partir de la dècada dels 2000, es llancen nous canals de televisió dedicats a l'animació, alhora que es potencia l'emissió de producció pròpia.
En general, el període es caracteritza per una bretxa de talent i tecnologia en l'animació xinesa respecte a les produccions japoneses i americanes. Entrats ja a la dècada del 2000, es produeixen sèries que tenen èxit entre l'audiència xinesa, sobretot el públic juvenil, però els professionals locals no són capaços de desfer certa imatge que les seues produccions són de qualitat inferior a les estrangeres, a més de majoritàriament de temàtica infantil.

### Segle XXI
Durant la dècada del 2000, es produeix un augment en la quantitat de produccions realitzades a la Xina, passant de 4.200 minuts realitzats el 2003 a 171.600 el 2009. A més, arran de les reformes de les dècades anteriors, es consoliden nous estudis d'animació de capital privat. El 2004 es crea el primer festival de cinema dedicat a l'animació, el China International Cartoon and Animation Festival de Hanghzou. També aquell mateix any es crea a Shanghai el China International Cartoon and Game Expo.
El 2004 apareix Xiyangyang yu Huitailang, sèrie per a televisió que tindria un gran èxit. La sèrie ha estat criticada per violenta, deixant-se d'emetre en alguna emissora el 2013, i tornant a les pantalles el 2016. Durant la dècada del 2010, la quantitat i qualitat de les produccions xineses augmenta, emmirallant-se i arribant a nivells comparables als de les produccions japoneses d'anime.
Fora dels cinemes tradicionals, des de la dècada del 2000 han aparegut reeixides animacions estrenades directament per internet, com la sèrie d'animacions flash Xiao Xiao, el webtoon Luo Xiao Hei Zhan Ji, i l'ONA One Hundred Thousand Bad Jokes, que tindria una adaptació cinematogràfica. Posteriorment, plataformes digitals com Bilibili han fet accessible el cinema d'animació mitjançant l'streaming, produint-se un augment en la producció d'Original Net Animations.
Tot i que la quota de pantalla de l'animació en les estrenes cinematogràfiques de la República Popular era menor que als Estats Units o el Japó, durant la dècada del 2010 es produeixen algunes pel·lícules amb gran èxit d'audiència, com Monkey King: Hero is Back el 2015, que va suposar a ulls dels consumidors domèstics la consolidació del cinema d'animació nacional. Posteriorment hi hauria un altre èxit amb Ne Zha, que el 2019 va batre rècords de recaptació. A les produccions més actuals, es destaca que, tot i que existeix una influència de l'animació americana i japonesa, les produccions xineses més reeixides establixen el seu propi estil adaptant-se a l'animació tridimensional.
A finals de la dècada del 2010, i arran de l'èxit de Monkey King: Hero is Back, es produeix un augment en les produccions d'animació, sobretot llargmetratges. Alhora, cada vegada menys estudis xinesos es dediquen a fer tasques d'outsourcing per a produccions estrangeres.
Al XIV Pla Quinquennal de la República Popular de la Xina del 2021, es va fixar com objectiu millorar l'eficiència i qualitat de la indústria de l'animació. Amb l'arribada de la Intel·ligència artificial, es va utilitzar la tecnologia en produccions audiovisuals. El 2024, la CGTN va estrenar la primera sèrie de televisió d'animació realitzada amb IA, Qianqiu Shisong.
El 2025, Ne Zha 2 va superar els rècords de taquilla històrics de qualsevol pel·lícula d'animació d'arreu del món recaptant més de 2.000 milions de dòlars, i convertint-se en la cinquena pel·lícula amb major recaptació en cinemes de la història.

## Hong Kong
L'antecedent del cinema d'animació a Hong Kong són el teatre de titelles, amb la primera producció d'animació amb titelles de l'illa, Dashu wangzi (1948), com a exemple. L'animació tradicional a Hong Kong naix arran de l'arribada dels germans Wan a la ciutat a finals de la dècada del 1940. Les primeres produccions animades apareixen a mitjans de la dècada del 1950, i estaven vinculades a la publicitat. El 1974, poc després de la mort del conegut actor d'arts marcials, Bruce Lee, la Chan Ying Motion Pictures va produir "Història dels xinesos". A la dècada del 1980, Wu Sau Yee produeix tres adaptacions animades del còmic Old Master Q. Les tres cintes foren una coproducció amb Taiwan. També Xiaoqian o A Chinese Ghost Story, del 1997, fou una coproducció. El 2001 s'estrena una altra adaptació d'un còmic, McDull.

## Taiwan
La producció cinematogràfica d'aquesta illa va lligada al creixement econòmic dels anys 70 i 80 del segle xx. El primer exemple de cinema d'animació a l'illa és una cinta del 1954 actualment perduda, Wu Song Da Hu. Va ser realitzada per Kuei Chih-Hung, i s'inspirava en Marge d'Aigua, un dels quatre grans clàssics de la literatura xinesa. La pel·lícula d'animació més antiga que encara es conserva és una adaptació de la llebre i la tortuga, realitzada a color per Linus Lao a finals dels anys 60. La indústria va tindre un impuls gràcies a la Kuangchi Program Service, iniciativa de la Companyia de Jesús a càrrec de Philip Bourret per a desenvolupar la indústria multimèdia del país, i que des de mitjans dels 60 disposava de material per a fer animació. Bourret va recomanar a Linus Lao, qui havia treballat per a Toei en Japó, per a treballar per a Disney i Hanna-Barbera en Hollywood. Amb la llebre i la tortuga, va guanyar el Cavall d'Or de Taipei, i fon reconegut com el pare de l'animació en l'illa. Irònicament, aquell mateix any marxaria a Hawaii i no tornaria a la indústria de l'animació, però deixebles seus sí que ho feren.
A partir dels anys 70, la indústria es desenvolupa fortament gràcies als encàrrecs realitzats des del Japó per part d'estudis d'anime.
El 1978 naix Cuckoo's Nest Studio, posteriorment reanomenat Wang Studios, i que en una dècada es va convertir en un dels majors estudis d'animació d'Àsia que treballava per altres companyies. El seu fundador, James Wang, s'havia format als Estats Units, i gràcies als contactes en la indústria, va poder treballar per a estudis americans en pel·lícules com The brave little toaster. Pel que fa a la producció interna destaca Niu bobo yu niu xiaomei da po zuanshi cheng, adaptació d'un còmic local, i una adaptació cinematogràfica de Doraemon del 1982, que realitzà sense disposar dels drets d'autor i que actualment es considera perduda. Una altra companyia taiwanesa fou Green Paddy Animation Studio.